# Championnat de France masculin de handball 1993-1994
Navigation
Division 1 1992-1993 Division 1 1994-1995
Le championnat de France de Division 1 masculin 1993-1994 ou Nationale 1 performance est le plus haut niveau de handball en France. 
Le titre de champion de France est remporté par l'OM Vitrolles pour la première fois de son histoire. Ce titre est acquis lors de l'ultime journée au profit d'un match nul face à son dauphin l'USAM Nîmes 30, par ailleurs champion en titre et vainqueur de la Coupe de France. Enfin, le Montpellier Handball monte pour la première fois sur le podium deux ans après sa montée.
La saison est également marquée par les bonnes performances des clubs français en coupe d'Europe, l'OM Vitrolles étant battu en finale de la Coupe des coupes par le FC Barcelone et l'USAM Nîmes 30 qui a raté de peu la qualification pour la finale de la Ligue des champions.
Cette saison est toutefois marquée par les difficultés financières qui touchent de nombreux clubs. Et ainsi, l'USAM Nîmes 30, le Villeurbanne HC et le HB Vénissieux Rhône-Alpes (déjà interdit de participation en coupe d'Europe) sont relégués pour raisons administratives. Par conséquent, le Massy 91 Finances est le seul club relégué pour raisons sportives.

## Présentation

### Modalités
Une nouvelle formule est mise en place pour cette saison, avec une première phase avec deux poules de huit équipe. À l'issue de cette phase, les quatre premières équipes de chaque poule sont qualifiées pour la poule haute et se disputent le titre de champion de France tandis que les quatre derniers sont reversés dans une poule basse pour déterminer les équipes reléguées en Nationale 1 fédérale (D2).

### Équipes participantes
Le 4 et 5 juin 1993, la Fédération française de handball a étudié le rapport de la commission de contrôle de gestion des clubs de handball de performance et 7 clubs sur 16 n'étaient pas en règle au regard des déclarations fiscales et sociales, ainsi que sur les 
plans financiers et budgétaires. Les décisions de la commission de handball de performance a alors été la suivante : 
Les clubs suivants sont autorisés à participer au championnat de France de performance saison 1993-1994 : 
- autorisés à participer au championnat de France : US Ivry, Montpellier Handball, USAM Nîmes 30, PSG-Asnières, USM Gagny, OM Vitrolles, RC Strasbourg
- idem mais avec interdiction de recruter : US Créteil, Bordeaux Hauts-de-Garonne
- rétrogradé en Nationale 2 et interdit de Coupe d'Europe : HB Vénissieux Rhône-Alpes
- rétrogradés en Nationale 2, avec interdiction de recruter : CSM Livry-Gargan, US Dunkerque
- clubs de Nationale 1B (D2) non admis dans le secteur de performance, avec interdiction de recruter : Massy 91 Finances (champion), Villeurbanne HC (2e), SC Sélestat (3e) et Saint-Brice Val-d'Oise 95 (4e).

Après un ultime examen des dossiers, le bureau directeur de la FFHB réuni le 11 juin 1993 a pris les décisions suivantes :
- autorisés à participer sans limitation de recrutement : USAM Nîmes 30, OM Vitrolles, US Ivry, Montpellier Handball, PSG-Asnières, USM Gagny, RC Strasbourg, US Créteil, CSM Livry-Gargan
- autorisés à participer avec une autorisation de recrutement soumis à l'avis préalable de la commission du handball de performance : Bordeaux Hauts-de-Garonne, SC Sélestat, Massy 91 Finances, US Dunkerque, HB Vénissieux Rhône-Alpes
- non autorisés à participer au championnat de Nationale 1 parce qu'ils ne répondent pas aux critères de la commission de performance (budget prévisionnel 1993-1994 non conforme ; absence de plan pour redresser la situation financière réelle) : Saint-Brice Val-d'Oise 95 et Villeurbanne HC

De plus, le bureau directeur a également confirmé que le HB Vénissieux Rhône-Alpes, 4e du dernier championnat n'était pas autorisé à participer à la coupe d'Europe la saison prochaine. 
Finalement, le Saint-Brice Val-d'Oise 95 et Villeurbanne HC seront autorisés à participer au championnat.

## Première phase

### Légende
- Qualifié pour la poule haute
- Reversé dans la poule basse

### Poule 1
Le classement final de la poule 1 est :
|   | Équipe                        | Pts | J  | G  | N | P  | Bp  | Bc  | Diff |
| - | ----------------------------- | --- | -- | -- | - | -- | --- | --- | ---- |
| 1 | USAM Nîmes 30 (T)             | 22  | 14 | 11 | 0 | 3  | 344 | 281 | 63   |
| 2 | Montpellier Handball          | 19  | 14 | 9  | 1 | 4  | 295 | 291 | 4    |
| 3 | CSM Livry-Gargan              | 18  | 14 | 9  | 0 | 5  | 302 | 288 | 14   |
| 4 | Saint-Brice Val-d'Oise 95 (P) | 16  | 14 | 7  | 2 | 5  | 332 | 323 | 9    |
| 5 | USM Gagny                     | 15  | 14 | 7  | 1 | 6  | 296 | 297 | -1   |
| 6 | HB Vénissieux Rhône-Alpes     | 8   | 14 | 4  | 0 | 10 | 341 | 365 | -24  |
| 7 | RC Strasbourg                 | 8   | 14 | 4  | 0 | 10 | 301 | 322 | -21  |
| 8 | Massy 91 Finances (P)         | 6   | 14 | 3  | 0 | 11 | 312 | 346 | -34  |

### Poule 2
Le classement final de la poule 2 est :
|   | Équipe                    | Pts | J  | G  | N | P  | Bp  | Bc  | Diff |
| - | ------------------------- | --- | -- | -- | - | -- | --- | --- | ---- |
| 1 | OM Vitrolles              | 26  | 14 | 13 | 0 | 1  | 386 | 305 | 81   |
| 2 | US Ivry                   | 21  | 14 | 10 | 1 | 3  | 365 | 330 | 35   |
| 3 | PSG-Asnières              | 18  | 14 | 8  | 2 | 4  | 308 | 312 | -4   |
| 4 | Villeurbanne HBC (P)      | 14  | 14 | 7  | 0 | 7  | 350 | 356 | -6   |
| 5 | SC Sélestat (P)           | 12  | 14 | 5  | 2 | 7  | 314 | 331 | -17  |
| 6 | Girondins de Bordeaux HBC | 10  | 14 | 4  | 2 | 8  | 312 | 317 | -5   |
| 7 | US Dunkerque              | 9   | 14 | 4  | 1 | 9  | 261 | 303 | -42  |
| 8 | US Créteil                | 2   | 14 | 1  | 0 | 13 | 293 | 335 | -42  |

### Bilan de cette première phase
Les favoris que sont l'USAM Nîmes 30, l'OM Vitrolles et l'US Ivry ont tenu leur rang et sont aisément qualifiés pour la poule haute. Les promus du Saint-Brice Val-d'Oise 95 et du Villeurbanne HBC ont à l'inverse su bouleverser la hiérarchie pour atteindre le top 8.
En revanche, pour l'USM Gagny, quintuple champion de France dans les années 1980, le HB Vénissieux Rhône-Alpes, qui a réalisé le double championnat-coupe 18 mois plus tôt, et pour l'US Créteil, bon dernier avec une seule victoire, les temps sont durs...

## Phase finale
Remarque : les résultats de la première phase ne sont pas conservés.

### Poule haute
Le classement final de la poule haute est :
| \| \| Équipe \| Pts \| J \| G \| N \| P \| Bp \| Bc \| Diff \| \| - \| ----------------------------- \| --- \| -- \| -- \| - \| -- \| --- \| --- \| ---- \| \| 1 \| OM Vitrolles \| 24 \| 14 \| 11 \| 2 \| 1 \| 347 \| 299 \| 48 \| \| 2 \| USAM Nîmes 30 (T) \| 23 \| 14 \| 11 \| 1 \| 2 \| 339 \| 267 \| 72 \| \| 3 \| Montpellier Handball \| 17 \| 14 \| 8 \| 1 \| 5 \| 297 \| 279 \| 18 \| \| 4 \| US Ivry \| 16 \| 14 \| 8 \| 0 \| 6 \| 334 \| 313 \| 21 \| \| 5 \| PSG-Asnières \| 13 \| 14 \| 6 \| 1 \| 7 \| 314 \| 323 \| -9 \| \| 6 \| Villeurbanne HBC (P) \| 9 \| 14 \| 4 \| 1 \| 9 \| 336 \| 371 \| -35 \| \| 7 \| CSM Livry-Gargan \| 8 \| 14 \| 4 \| 0 \| 10 \| 303 \| 339 \| -36 \| \| 8 \| Saint-Brice Val-d'Oise 95 (P) \| 2 \| 14 \| 1 \| 0 \| 13 \| 306 \| 385 \| -79 \| | - Champion de France.         |     |    |    |   |    |     |     |      |
| | Équipe                        | Pts | J  | G  | N | P  | Bp  | Bc  | Diff |
| 1 | OM Vitrolles                  | 24  | 14 | 11 | 2 | 1  | 347 | 299 | 48   |
| 2 | USAM Nîmes 30 (T)             | 23  | 14 | 11 | 1 | 2  | 339 | 267 | 72   |
| 3 | Montpellier Handball          | 17  | 14 | 8  | 1 | 5  | 297 | 279 | 18   |
| 4 | US Ivry                       | 16  | 14 | 8  | 0 | 6  | 334 | 313 | 21   |
| 5 | PSG-Asnières                  | 13  | 14 | 6  | 1 | 7  | 314 | 323 | -9   |
| 6 | Villeurbanne HBC (P)          | 9   | 14 | 4  | 1 | 9  | 336 | 371 | -35  |
| 7 | CSM Livry-Gargan              | 8   | 14 | 4  | 0 | 10 | 303 | 339 | -36  |
| 8 | Saint-Brice Val-d'Oise 95 (P) | 2   | 14 | 1  | 0 | 13 | 306 | 385 | -79  |

### Poule basse
Le classement final de la poule basse est :
| \| \| Équipe \| Pts \| J \| G \| N \| P \| Bp \| Bc \| Diff \| \| -- \| ------------------------- \| --- \| -- \| - \| - \| -- \| --- \| --- \| ---- \| \| 9 \| USM Gagny \| 18 \| 14 \| 8 \| 2 \| 4 \| 339 \| 302 \| 37 \| \| 10 \| RC Strasbourg \| 18 \| 14 \| 9 \| 0 \| 5 \| 317 \| 301 \| 16 \| \| 11 \| HB Vénissieux Rhône-Alpes \| 15 \| 14 \| 7 \| 1 \| 6 \| 344 \| 337 \| 7 \| \| 12 \| US Dunkerque \| 14 \| 14 \| 6 \| 2 \| 6 \| 282 \| 288 \| -6 \| \| 13 \| SC Sélestat (P) \| 14 \| 14 \| 7 \| 0 \| 7 \| 300 \| 313 \| -13 \| \| 14 \| Girondins de Bordeaux HBC \| 13 \| 14 \| 6 \| 1 \| 7 \| 315 \| 317 \| -2 \| \| 15 \| US Créteil \| 12 \| 14 \| 6 \| 0 \| 8 \| 318 \| 323 \| -5 \| \| 16 \| Massy 91 Finances (P) \| 8 \| 14 \| 4 \| 0 \| 10 \| 303 \| 337 \| -34 \| | - (P) : Promu en début de saison. - Qualifié pour les barrages de relégation. - Relégué en N1 fédérale (D2). |     |    |   |   |    |     |     |      |
| | Équipe | Pts | J  | G | N | P  | Bp  | Bc  | Diff |
| 9 | USM Gagny | 18  | 14 | 8 | 2 | 4  | 339 | 302 | 37   |
| 10 | RC Strasbourg                                                                                                | 18  | 14 | 9 | 0 | 5  | 317 | 301 | 16   |
| 11 | HB Vénissieux Rhône-Alpes                                                                                    | 15  | 14 | 7 | 1 | 6  | 344 | 337 | 7    |
| 12 | US Dunkerque                                                                                                 | 14  | 14 | 6 | 2 | 6  | 282 | 288 | -6   |
| 13 | SC Sélestat (P)                                                                                              | 14  | 14 | 7 | 0 | 7  | 300 | 313 | -13  |
| 14 | Girondins de Bordeaux HBC                                                                                    | 13  | 14 | 6 | 1 | 7  | 315 | 317 | -2   |
| 15 | US Créteil                                                                                                   | 12  | 14 | 6 | 0 | 8  | 318 | 323 | -5   |
| 16 | Massy 91 Finances (P)                                                                                        | 8   | 14 | 4 | 0 | 10 | 303 | 337 | -34  |

### Barrages de relégation
Les barrages de relégation opposent les 2e de chacune des 2 poules de N1 fédérale (D2) aux 5e et 6e de la poule basse :
| Équipe 1                    | Statut         | Équipe 2                  | Statut               | Total | Aller   | Retour |
| --------------------------- | -------------- | ------------------------- | -------------------- | ----- | ------- | ------ |
| Union sportive de Saintes   | 2e poule 1 N1F | SC Sélestat               | 5e de la poule basse | ? - ? | 20 - 24 | ? - ?  |
| Stade olympique de Chambéry | 2e poule 2 N1F | Girondins de Bordeaux HBC | 6e de la poule basse | ? - ? | 21 - 23 | ? - ?  |

Le SC Sélestat et les Girondins de Bordeaux HBC se maintiennent en Nationale 1 Performance.

## Bilan

### Classement final
| \| Rang \| Club \| \| ---- \| ----------------------------- \| \| 1 \| OM Vitrolles \| \| 2 \| USAM Nîmes 30 (T, F) \| \| 3 \| Montpellier Handball \| \| 4 \| US Ivry \| \| 5 \| PSG-Asnières \| \| 6 \| Villeurbanne HC (P) \| \| 7 \| CSM Livry-Gargan \| \| 8 \| Saint-Brice Val-d'Oise 95 (P) \| \| 9 \| USM Gagny \| \| 10 \| RC Strasbourg \| \| 11 \| HB Vénissieux Rhône-Alpes \| \| 12 \| US Dunkerque \| \| 13 \| SC Sélestat (P) \| \| 14 \| Girondins de Bordeaux HBC \| \| 15 \| US Créteil \| \| 16 \| Massy 91 Finances (P) \| | Légende - Champion de France 1993-1994 et qualifié pour la Ligue des champions. - Relégation administrative en N1 fédérale (D2). - Qualifié pour la Coupe de l'EHF. - Qualifié pour la Coupe des Villes. - Relégation en N1 fédérale (D2). - (T) : Tenant du titre. - (F) : Vainqueur de la Coupe de France. - (P) : Promu de Nationale 1B (D2) en début de saison. |
| Rang | Club |
| 1 | OM Vitrolles |
| 2 | USAM Nîmes 30 (T, F) |
| 3 | Montpellier Handball |
| 4 | US Ivry |
| 5 | PSG-Asnières |
| 6 | Villeurbanne HC (P) |
| 7 | CSM Livry-Gargan |
| 8 | Saint-Brice Val-d'Oise 95 (P) |
| 9 | USM Gagny |
| 10 | RC Strasbourg |
| 11 | HB Vénissieux Rhône-Alpes |
| 12 | US Dunkerque |
| 13 | SC Sélestat (P) |
| 14 | Girondins de Bordeaux HBC |
| 15 | US Créteil |
| 16 | Massy 91 Finances (P) |

L'USAM Nîmes 30, le Villeurbanne HC et le HB Vénissieux Rhône-Alpes sont relégués pour raisons administratives. Le Massy 91 Finances est le seul club relégué pour raisons sportives.
L'US Créteil est finalement maintenu en Nationale 1 Performance du fait de toutes ces relégations administratives. L'UMS Pontault-Combault, champion de Nationale 1 fédérale (D2), est promu en compagnie du SO Chambéry, le Nice HB Côte d'Azur, vice-champion, ayant renoncé à participer au championnat de Nationale 1 Performance.
Remarque : malgré sa relégation administrative, l'USAM Nîmes 30 reste qualifié pour la Coupe des coupes.

### Champion de France
| Championnat de France 1993-1994 Olympique de Marseille Vitrolles (1er Championnat de France) |

L'effectif de l'OM Vitrolles était :
- Lionel Balaguer
- Hassen Bouaouli
- Jean-Jacques Cochard
- Olivier Deltell
- Zoran Đorđić
- Philippe Gardent
- Pascal Jacques
- Slobodan Kuzmanovski
- Bruno Martini
- Laurent Munier
- Éric Quintin
- Thierry Perreux
- Jackson Richardson
- Frédéric Volle

Entraîneurs
- Mile Isaković
- Đorđe Lekić.

Voir aussi : Composition des équipes du Championnat de France masculin de handball 1993-1994#OM Vitrolles

### Meilleurs buteurs
Les meilleurs buteurs du championnat sont :
| Rang | Joueur                 | Club                      | Buts | Buts | Buts  |
| Rang | Joueur                 | Club                      | J13  | J14  | Total |
| ---- | ---------------------- | ------------------------- | ---- | ---- | ----- |
| 1    | Zlatko Portner         | HB Vénissieux Rhône-Alpes | 216  | 4    | 220   |
| 2    | Nenad Peruničić        | PSG-Asnières              | 212  | 3    | 215   |
| 3    | Olivier Maurelli       | Girondins de Bordeaux HBC | 194  | 6    | 200   |
| 4    | Attila Borsos          | Saint-Brice Val-d'Oise 95 | 184  | 9    | 193   |
| 5    | Arnaud Nita            | US Dunkerque              | 172  | 6    | 178   |
| 6    | François-Xavier Houlet | US Créteil                | 165  | 2    | 167   |
| 7    | Frédéric Volle         | OM Vitrolles              | 159  | 4    | 163   |
| 8    | Vassili Koudinov       | US Ivry                   | 151  | 0    | 151   |
| 9    | Slobodan Kuzmanovski   | OM Vitrolles              | 137  | 8    | 145   |
| 10   | Christophe Perli       | HB Vénissieux Rhône-Alpes | 139  | 5    | 144   |